# Jardin botanique du parc Franklin
Le jardin botanique du parc Franklin (en anglais : Franklin Park Conservatory and Botanical Gardens) est un jardin botanique situé dans le parc Franklin, dans le quartier de Franklin Park (en) à Columbus dans l'Ohio, aux États-Unis.
Construit en 1895, il est inscrit depuis 1974 au Registre national des lieux historiques (NRHP).